# بنزیل مورفین
بنزیل مورفین (انگلیسی: Benzylmorphine) نوعی مخدر نیمه صناعی اوپیوئیدی بوده و در سال ۱۸۹۶ به عنوان مسکن به بازار عرضه شد. در حال حاضر این دارو دیگر تجویز نمی‌شود.